# Кіндерлінська печера
Кіндерлі́нська пече́ра (башк. Киндерле мәмерйәһе, рос. Киндерлинская пещера)  — карстова підземна порожнина на Південному Уралі, розташована на території Гафурійського району Республіки Башкортостан (Росія). Печера комплексного (горизонтально-вертикального) типу простягання. Категорія складності проходження її ходів — 2Б. Відноситься до Зилімо-Аскинського підрайону Зилімо-Інзерського району Південної області Західноуральської спелеологічної провінції. Загальна протяжність — 9113 м. Глибина печери становить 110 м. З печер Уралу найглибша і третя за довжиною підземних галерей після печер Див'я і Сумган(за іншими джерелами, друга). Утворює єдину систему Кіндерлінські печери разом з Октябрською печерою і печерою Ледньова, ця система має статус геологічної пам'ятки природи Башкортостану. Входить до складу ландшафтного природного парку «Зілім». Відома завдяки мальовничим залам із різноманітними мінеральними утвореннями — сталактитами, сталагмітами, натіками, печерними перлами тощо.

## Етимологія
Основна історична назва цієї порожнини — «Кіндерлінська печера», походить від назви річки Кіндерля, на березі якої вона розташована. Окрім неї у середовищі російських спелеологів і туристів поширені такі варанти назви як рос. пещера имени 30-летия Победы — «печера імені 30-річчя Перемоги», рос. пещера 30-летия Победы — «печера 30-річчя Перемоги» або скорочено рос. пещера Победы — «печера Перемоги» чи рос. пещера Победа — «печера Перемога». Усі вони надані їй на честь перемоги СРСР у Другій світовій війні, оскільки перші дослідження печери у часі збіглися з річницею святкування цієї дати.

## Історія
Кіндерлінська печера здавна була відома місцевим башкирам, чиї мисливці зберігали в її прохолодних галереях свою здобич. 1942 року її показали знаному геологу Георгію Вахрушеву, в рамках Експедиції особливого призначення, однак її члени оглянули тільки невелику ділянку біля входу. Справжнє відкриття цієї підземної порожнини для науки відбулося у 1974 році, коли мисливець А. Карнаєв показав печеру А. С. Андрєєву — керівнику спелеологічної секції з міста Стерлітамак. Перші здійснені ним проходження виявили 2443 м її ходів. Після цього відкриття у 1975—1977 роках до печери виряджали експедиції Башкирської обласної спелеосекції під керівництвом Геннадія Іванова, після чого довжина розвіданих галерей досягла 5600 м. У період з 1978 по 1980 рік дослідженнями Кіндерлінської печери займалася уфимська спелеосекція туристичного клубу «Оріон» під керівництвом досвідченого спелеолога Рафаїла Нізамутдінова. Під час цих проходжень було відкрито ще 1000 м нових галерей. В подальших дослідженнях брали участь здебільшого уфимські спелеологи Р. Нізамутдінов, І. Счастний, І. Гаєвський, Г. Іванов, Ю. Соколов, І. Заріпов, Н. Ричагова, Н. Лазарєв. В 1993 році в Кіндерлінській печері здійснив підводне проходження П. Мінєнков. Спільними зусиллями цих ентузіастів довжину розвіданих ходів було доведено до 8130 м (включно із 230 м підводних галерей). Останні комплексні дослідження проводили у 2007—2010 роках.

## Опис
Кіндерлінська печера знаходиться на Південному Уралі, в 5 км на схід від села Таш-Асти в Гафурійському районі Башкортостану, в межах ландшафтного природного парку «Зілім». Вона розташована у сухій балці на правобережжі річки Кіндерлі, яка є правою притокою Зіліма, що впадає в Білу. За спелеологічним районуванням ця печера належить до Зілімо-Аскинського підрайону Зілімо-Інзерського району.
Ця підземна порожнина утворює єдину систему разом із Октябрською печерою і печерою Ледньова, називану Кіндерлінські печери. Припускають, що в минулому ця спелеосистема могла бути однією величезною підземною порожниною. Сучасна Кіндерлінська печера утворена в карстовому масиві, розвинута по мерідіональним і широтним тектонічним тріщинам в моноклінальних товстошаруватих вапняках, приналежних до фаменського ярусу верхнього девону, похилених на захід під кутом 80°. Вона являє собою чотириярусне поєднання горизонтальних і похилих галерей та ходів північного, північно-східного, південного, західного і північно-західного напрямків. Усі горизонтальні ходи мають вертикальні тріщини, а зали східної частини — вертикальні канали («органні труби»), через які здійснюється живлення печери. В утворенні Кіндерлінської печери певну роль відіграло також бактеріальне окиснення сірки. Наразі загальна довжина усіх розвіданих ходів становить 9113 м, загальна площа — 43 100 м², об'єм — 245 000 м³. Середня ширина галерей складає 5,4 м, середня висота — 7,1 м. Глибина печери 128 м, а вертикальна амплітуда 215 м (її часто помилково зазначають як глибину). Сукупність ходів поділяють на п'ять частин.

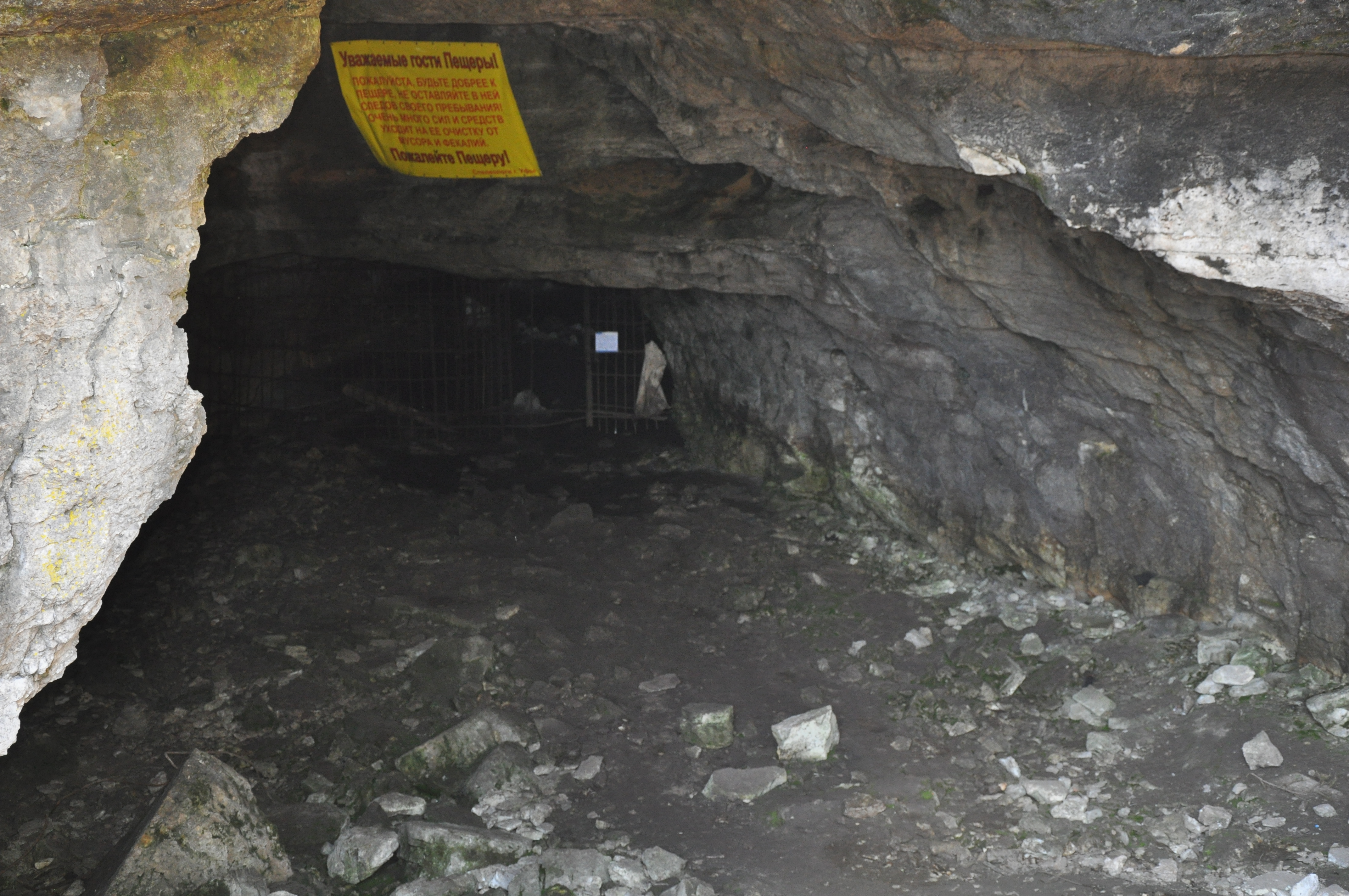
Початок вхідної галереї.

Вхід до Кіндерлінської печери розташований в основі скелястого відслонення на висоті 94 м над рівнем Зіліма. Він звернений на південь, має форму трапеції, завширшки 12 м і заввишки 7 м. Спуск до печери являє собою похилу галерею північного напрямку. Її ширина коливається в межах від 12 до 15 м, висота — від 3 до 12 м. У цій галереї знаходиться найбільший у Башкортостані багаторічний льодовик: його довжина складає 120 м, площа 720 м², товщина 8 м. Галерея біля входу також відома своїми численними сталагмітами. З поміж них особливо визначні Снігова королева і Пагода. Перший заввишки 7 м і завширшки 3 м льодяний, другий заввишки 3 м і завтовшки 8 м утворений кальцитом. Обидва розташовані за льодовиком. Від вхідної галереї низький хід вверх прямує до Люстрової зали, прикрашеної численними сталактитами. Довжина цих утворень сягає 2,5 м, а товщина — 2 м. Підлога цієї порожнини вкрита кальцитовою кіркою. Люстрова зала закінчується коротким і широким (0,8 м завдовжки та 5—6 м завширшки) коридором, який 12-метровим колодязем обривається у другу частину печери.
Вона являє собою велику галерею північно-східного напрямку завдовжки 500 м, завширшки від 4 до 20 м і заввишки 100 м. Своїм виглядом ця головна порожнина спелеосистеми нагадує каньйон, її підлога вкрита брилами. Основна галерея Кіндерлінської печери має кілька відгалужень. В її кінці розташована Концертна зала завширшки 22 м і заввишки 50 м. У цій зали можна побачити багато брунькоподібних сталагмитів, вкритих ребристою корою. Від основної галереї в північно-східному напрямку веде вузький хід з ребристими стінами. Його довжина складає 300 м. Цим ходом можна потрапити до зали, яку називають Пепсі-кола завдяки різнобарвним кальцитовим натікам, що вкривають її стіни. Окрім зазначених вище мальовничих порожнин від основної галереї ведуть ходи до третьої, четвертої та п'ятої частин печери.
Третя частина Кіндерлінської печери являє собою галерею західного спрямування. Її довжина становить 150 м, ширина сягає 15 м, а висота коливається у межах 25—30 м. Ця галерея нічим не визначна, єдина її особливість — наявність підземного струмка.
Четверта частина Кіндерлінської печери вирізняється складним рельєфом поверхні. Вона являє собою систему вузьких ходів з ребристими стінами, завдяки яким отримала назву Хліборізка. Від цих ходів на висоті 40 м відгалужується вертикальний хід (так званий комин), що прямує до верхньої зали Атлантида. Своєю назвою ця порожнина заввишки 90 м завдячує масивним натічним кальцитовим утворенням і озеру з коралітовою облямівкою.
До п'ятої частини Кіндерлінської печери можна потрапити з основної галереї через Казковий хід завдовжки 80 м, завширшки 2—3 м і заввишки до 4 м. Стеля і підлога Казкового ходу вкриті кристалами. Він веде до галереї, що лежить у західному напрямку. Її довжина 500 м, ширина — 30 м, висота — 50 м. Від галереї відгалужується ще один хід — Подарунковий (завдовжки 500 м). Крім того, з неї можна потрапити до зали Фігур, Зелених Озер, Шоколадної (завдовжки 80 м, завширшки 20 м, заввишки 3—5 м), Камінної і зали Кощіїве Царство. Кристали гіпсу, що прикрашають Казковий хід також дали назву і Квітковому ходу, бо в останньому вони утворюють захоплюючі щітки і радіальні агрегати фібрил. З поміж інших визначних місць Кіндерлінської печери уваги заслуговують такі зали і гроти як Летючий Голландець, Обвальна зала, зала Бороди, зала Ведмедиці (остання завдовжки 40 м, завширшки 4 м, заввишки 7 м), Ермітаж, Мишоловка.

## Режим і біота
Мікроклімат Кіндерлінської печери сталий, прохолодний, температура протягом року коливається в межах від 0 до +6°C. Найхолодніші зали розташовані при вході, далі вглиб печери температура зростає до +4 °C (в останні роки фіксували і до +8 °C). В деяких порожнинах печери постійно накопичується вода, в ній є підземне озеро завдовжки 80 м і завглибшки 1 м, а також кілька струмків і сифонів. Печерні водойми з'єднані якимось каналами з зовнішніми джерелами, оскільки під час поводей в окремих її частинах (наприклад, у колодязі Камінної зали) вода підіймається на 10—15 м. Однак тривале збереження досягнутого рівня свідчить про те, що спелеосистема наразі відносно замкнена.
Біота Кіндерлінської печери ретельно не досліджена, однак є свідчення, що в минулому її підземні води вирізнялись надзвичайною прозорістю і чистотою (збідненість бактеріями притаманна більшості печерних водойм). У печері постійно мешкають кажани.

## Використання і сучасний стан
Достеменно не відомо, чи користувались прадавні люди Кіндерлінською печерою, тому що археологічних досліджень в ній не проводили. Однак таке припущення цілком ймовірне, оскільки в печері знайдені численні залишки кісток тварин, в тому числі й зуб мамутеняти. Усі вони лежать у шарі глини позаду льодовика, тобто неподалік від входу, отже цілком можуть бути залишками здобичі прадавніх людей.
Новітні історичні відомості засвідчують, що печеру відвідували місцеві мисливці-башкири, які зберігали в ній м'ясо вбитих тварин. Таке використання було дуже ощадним і не призвело до видимих змін в її стані. Після відкриття Кіндерлінської печери в 1974 році до неї почали масово навідуватись не тільки спелеологи, але й непідготовлені туристи. З цього часу почалася її невпинна і стрімка деградація. Вандальні відвідувачі пошкодили багато природних мінеральних прикрас, частина яких була стерта підошвами, а частина просто зрізана як сувеніри. Крім того, у печері накопичилось багато сміття, внаслідок чого на стінах з'явилася пліснява, у воді — хвороботворні бактерії, а з невластивих підземним порожнинам хребетних тварин тут оселилися миші. Критичний стан печерної екосистеми змусив спелеологів закрити її для туристів, тепер для них доступна тільки перша частина, інші можливо відвідати тільки з дозволу уфимського спелеоклубу ім. Нассонова. На додачу до цих змін зафіксували поступове танення льодовика, яке може бути спричинене не тільки антропогенним впливом, але й глобальним потеплінням.
Рівень складності цієї печери 2б, її відвідування не вимагає спеціальних знарядь, однак деякі зали можуть бути небезпечними і потребують особливої уваги (наприклад, грот Летючий Голландець містить 12-метровий льодяний колодязь).